# OpenCLアプリケーションの一覧
この一覧は未完成です。加筆、訂正して下さる協力者を求めています。
以下の一覧はOpenCL又はWebCLのヘテロジニアス計算フレームワークの長所を活かして構築されたコンピュータープログラムを含んでいる。

## グラフィック
- ACDSee[1]
- Adobe Photoshop[2][3][4]
- Capture One[5]
- Blurate[6]
- darktable[7][8][9]
- FAST: imaging Medical[10]
- GIMP[11][12][13][14]
- HALCON - MVTec製[15]
- Helicon Focus（英語版）[16]
- ImageMagick[17][18]
- Musemage[19]
- Pathfinder[20][21] - GPUベースのフォントラスタライザ
- Metashape (旧PhotoScan)[22][23]
- seedimg[24]

## CAD及び3Dモデリング
- Autodesk Maya[25]
- Blender[26]
- Houdini[27]
- LuxRender[28][29]
- Mandelbulber[30]

## オーディオ、ビデオ及びマルチメディア
- AlchemistXF[31]
- CUETools[32][33]
- DaVinci Resolve - ブラックマジックデザイン製[26]
- FFmpeg[34][35]
- gr-fosphor[36] - RTSAのようなスペクトラム可視化のためのGNU Radioブロック
- HandBrake[37][38]
- Final Cut Pro X[39]
- KNLMeansCL - AviSynth向けのノイズ除去プラグイン[40]
- Libav（英語版）[41]
- OpenCV[42]
- RealFlow（英語版） Hybrido2[26]
- Sony Catalyst[26]
- Vegas Pro - Magix（英語版）製[26]
- vReveal - MotionDSP（英語版）製[43]
- Total Media Theatre - ArcSoft（英語版）製[44][45]
- x264[46][47]

## Web (WebCLを含む)
- Google Chrome (実験的)[48]
- Mozilla Firefox (実験的)[49]

## オフィスソフト
- LibreOffice Calc[50][51][52]

## ゲーム
- Military Operations[53] - OpenCLを使ってリアルタイムに全体の軍隊がシミュレートされる作戦レベルのリアルタイム戦略ゲーム
- Planet Explorers（英語版）[54][55] - ボクセルの計算にOpenCLを使っている
- BeamNG.drive[56]  - 物理エンジンにOpenCLを使う
- Leela Zero[57] - ニューラルネットワークの計算にOpenCLを使ったAlpha Go Zeroのオープンソース複製

## 科学計算
- Advanced Simulation Library（英語版） (ASL)[58]
- AMD Compute Libraries[59]
  - clBLAS[60] - BLASレベル 1、2、3 ルーチンの完全セット
  - clSPARSE[61] - 疎行列のためのルーチン
  - clFFT[62] - FFT ルーチン
  - clRNG[63] - MRG31k3p、MRG32k3a、LFSR113及びPhilox-4×32-10の乱数生成器
- ArrayFire（英語版） - JITコンパイラを備えた容易に使える並列計算API (オープンソース)[64][65]
- BEAGLE[66][67] - ベイジアン（英語版）及び 最尤系統学ライブラリ
- BigDFT（英語版）[68]
- BOINC[69]
- Bolt[70] - アクセラレートされたデータ並列アプリケーションを作るためのSTL互換ライブラリ
- Bullet[71][72]
- CLBlast - 調整されたclBlas[73]
- clMAGMA[74][75] - MAGMA project (LAPACKに似た線型代数学ライブラリ) のOpenCLポート[76]
- CP2K - 分子シミュレーション[77]
- GROMACS - 化学シミュレーション[78][79][80]
- HiFlow3 - オープンソースの有限要素CFD[81][82]
- HIP[83] - CUDAからの移植の容易なC++へのコンパイラ
- LAMMPS[84]
- MDT (Microstructure Diffusion Toolbox) - Python及びOpenCLでのMRI解析[85]
- MOT (Multi-threaded Optimization Toolbox) - OpenCLアクセラレートされた非線形最適化およびMCMCサンプリング[86]
- OCCA
- Octopus（英語版）[87]
- OpenMM - Omnia Suiteの一部、生体分子シミュレーション[88][89]
- PARALUTION[90]
- pyFAI[91] - Pythonにおける高速方位統合
- Random123[92] - カウンターベースの乱数生成ライブラリ
- SecondSpace[93] - 2D空間における波シミュレーションソフトウェア
- StarPU[94] - タスクプログラミングライブラリ
- Theano（英語版） - Python配列ライブラリ[95][96]
- UFO[97][98] - データ処理フレームワーク
- VexCL[99][100] - ベクトル式テンプレートライブラリ
- ViennaCL[101] 及び PyViennaCL[102] - ウィーン工科大学で開発された線型代数学ライブラリ

## 暗号理論
- BFGMiner[103][104]
- Hashcat[105] - パスワード復旧ツール
- John the Ripper[106]
- Scallion[107] - GPUベースのOnionハッシュ生成器
- Pyrit[108] - WPAキー復旧ソフトウェア

## その他
- clinfo
- clpeak[109] - ピークデバイス能力のプロファイラ
- OCLToys[110][111] - OpenCL実例のコレクション
- opencl-stream[112] - STREAMベンチマークのOpenCL実装[113]
- SNU NPB[114] - ベンチマーク
- mixbench[115] - 混合演算強度カーネルのGPU実行のためのベンチマークツール